# 17225 Alanschorn
A 17225 Alanschorn (ideiglenes jelöléssel 2000 CS60) a Naprendszer kisbolygóövében található aszteroida. A LINEAR projekt keretében fedezték fel 2000. február 2-án.